# Erdungskurzschließer

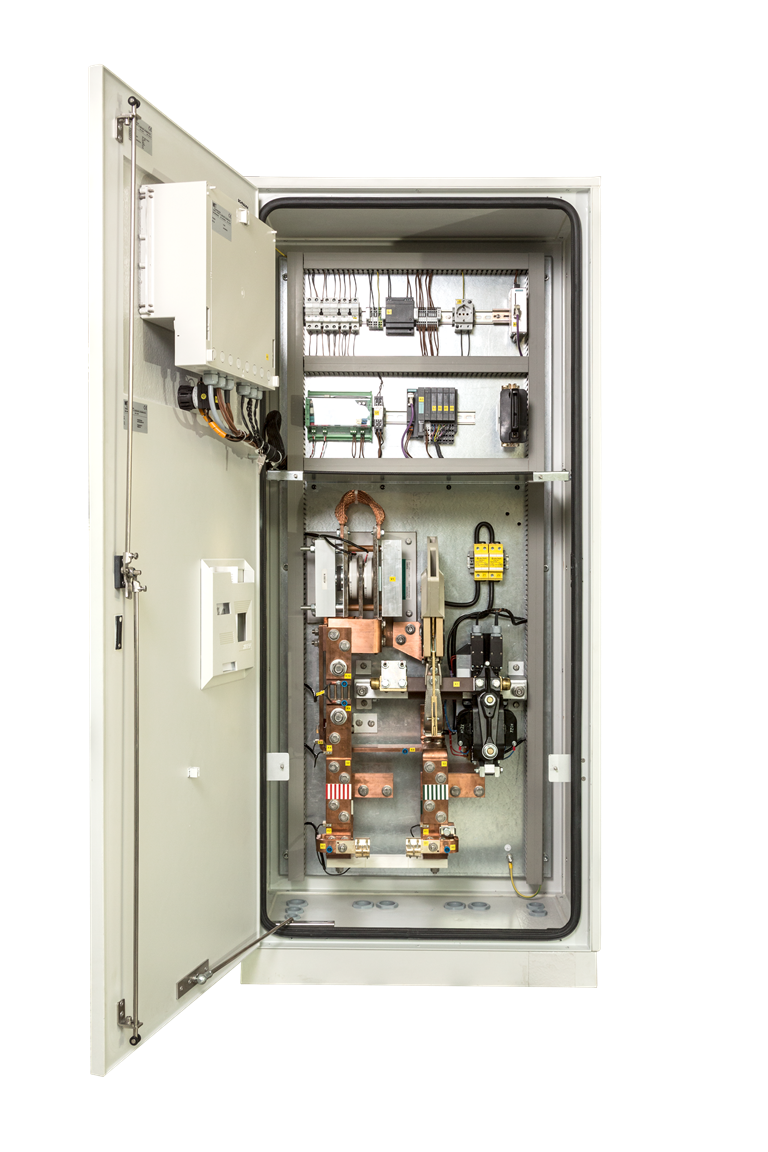
Erdungskurzschließer
nach EN 50526-2

Der Erdungskurzschließer (kurz EKS) ist eine Schutzeinrichtung, die das Auftreten einer unzulässig hohen Berührungsspannung verhindert. Er gehört zur Gruppe der Spannungsbegrenzungseinrichtungen und wird im Bereich von Gleichstrombahnen eingesetzt.

## Anwendungsbereich
Erdungskurzschließer werden zwischen den Fahrschienen als Rückleitung der Gleichstrombahn und den zu schützenden Objekten als Bauwerkserde geschaltet. Zunächst erfolgt die Zuleitung des Fahrstroms mit Stromschienen oder Oberleitungen. Der Rückstrom wird über die Fahrschienen geführt. In Abhängigkeit von der Stromstärke des Rückstroms, dem elektrischen Widerstand des Rückleiters, der Entfernung zum nächsten Unterwerk, der Beschaffenheit des umgebenden Bodens und der elektrischen Isolation zwischen Schiene und Untergrund kann sich das Potenzial an der Fahrschiene und an allen damit verbundenen elektrisch leitenden Teilen (z. B. dem Bahnwaggon) gegenüber der Bauwerkserde erhöhen. Um die Erhöhung des Potenzials in den Bereich gefährlicher Berührungsspannungen z. B. zwischen Bahnsteig und Zug zu verhindern, werden Bauwerkserde und Rückleiter kurzzeitig durch Erdungskurzschließer elektrisch verbunden. Eine dauerhafte Verbindung des Rückleiters mit der Bauwerkserde ist zu vermeiden, da auftretende Streuströme zur Bauwerkserde zur Korrosion von metallischen Komponenten an Gebäuden und Brücken und damit zur Zerstörung führen.

## Aufbau
Ein Erdungskurzschließer besteht aus dem kurzschließenden Element, den Messsensoren und einer Steuerelektronik. Um eine kurze Einschaltzeit und hohe Ströme – bis zu mehreren tausend Ampere – zu ermöglichen, besteht das kurzschließende Element aus einer Kombination von Thyristoren und einem Schütz, die gleichzeitig angesteuert werden. Die Thyristoren können die elektrisch leitende Verbindung sehr schnell in wenigen Millisekunden herstellen, wobei das Schütz aufgrund des massiven mechanischen Aufbaus langsamer schaltet. Wenn das Schütz eine leitende Verbindung hergestellt hat, werden die Thyristoren wieder ausgeschaltet, da sie die hohen Ströme nur für eine kurze Zeit führen können. Nach 10 Sekunden wird auch das Schütz wieder ausgeschaltet. Die Messsensoren überwachen die Potentialdifferenzen zwischen zwei oder mehr relevanten Punkten und erzeugen bei Überschreiten eines definierten Schwellwertes einen erneuten Einschaltimpuls für das Schütz und die Thyristoren. Die Steuerelektronik ist mit einer Schaltwarte verbunden und fernüberwachbar.

## Bezug zu den Normen
Die Normen DIN EN 50122-1 (Bahnanwendungen – Ortsfeste Anlagen – Elektrische Sicherheit, Erdung und Rückleitung; Teil 1: Schutzmaßnahmen gegen elektrischen Schlag) und DIN EN 50122-2 (Bahnanwendungen – Ortsfeste Anlagen – Elektrische Sicherheit, Erdung und Rückleitung; Teil 2: Schutzmaßnahmen gegen Streustromwirkungen durch Gleichstrombahnen) geben ein Regelwerk zum Abbau des vorhandenen Gefahrenpotentials vor.
In der Norm werden die Anforderungen für Schutzmaßnahmen gegen die Auswirkungen von gefährlichen Spannungen oder Strömen definiert, die durch den Betrieb von Gleichstrom-Bahnenergieversorgungssystemen auch unter gegenseitiger Beeinflussung von Wechselstrom- und Gleichstrombahnen verursacht werden. Der Schutz von Personen kann durch Hindernisse, Abstände oder Spannungsbegrenzungseinrichtungen hergestellt werden. Eine Ausprägung dieser Spannungsbegrenzungseinrichtungen sind Erdungskurzschließer. Diese Norm gilt für alle neuen Strecken, größeren Änderungen und Erweiterungen von sämtlichen Bahnen und Nahverkehrssystemen.